# Maad a Sinig Coumba Ndoffène Famak Diouf
Maad a Sinig Coumba Ndoffène fa Maak Diouf (sérère: Maad a Sinig Kumba Ndoofeen fa Maak Juuf), dont la transcription du nom connaît beaucoup de variations comme Maad a Sinig Kumba Ndoffene fa Maak Joof (en Gambie); Maad a Sinig Coumba Ndoffène Famak Diouf;  Bour Sine Coumba Ndoffène fa Maak Diouf; Coumba N'Doffène Diouf ou Coumba N'Doffène Diouf I, etc.) (c. 1810 – 23 août 1871). était le roi du Sine, une partie du moderne Sénégal. Maad a Sinig ou Mad a Sinig signifie roi du Sine en sérère. Il régna de 1853 jusqu'à sa mort le 23 août 1871. Il était le fils de Maad Souka Ndela Diouf et de Linguère Gnilane Diogoy Diouf. Son père Souka Ndela était issu de la Maison royale de Semou Ndiké Diouf (fondé par Maad Semou Ndiké Diouf) troisième et dernière lignée royale patrilinéaire du Sine et du Saloum fondée au XVIIIe siècle.
Sa famille paternelle a gouverné trois royaumes : le Sine, le Saloum et le Baol. Elle était issue de, la maison royale de Maad Ndaah Ndiémé Diouf le roi du Lâ qui régna au XIIIe siècle dans le Baol,.
Sa mère, Linguère Gnilane Diogoy Diouf, est issue de la dynastie maternelle des Guelwar. Les Guelwars ou Geulowars, avaient régné sur deux royaumes de la Sénégambie, celui du Sine et celui du Saloum. Ils avaient également fourni deux rois du Djolof et des héritiers aux trônes du Cayor et du Baol. Ils proviennent d'une famille royale venue du Kaabu au XIVe siècle à laquelle la noblesse Sérères du Sine avait accordé asile après la Bataille de Troubang  en 1335 (Kaabu se trouvait dans l'actuelle Guinée-Bissau). Le nom « famak » ou « fa Maak » signifie « senior » dans la langue Sérère. Il ne doit pas être confondu avec son grand neveu et successeur Maad a Sinig Coumba Ndoffène Fandepp Diouf (aussi connu comme Coumba N'Doffène Diouf  II), qui régna de c. 1897 à 1924. Le nom « fandep » ou « fa ndeb » signifie « junior » dans la langue Sérère. Les mots « fa Maak » et « fandepp » ont continué à être utilisés par les Sérères longtemps après la mort de Maad a Sinig Coumba Ndoffène fa Maak Joof Diouf afin de le différencier de son successeur Maad a Sinig Coumba Ndoffène Fandepp Diouf qui est Junior.

## La succession et le couronnement
Maad a Sinig Coumba Ndoffène fa Maak Joof monta sur le trône en 1853 après la mort du  roi Maad a Sinig Ama Diouf Gnilane Faye Diouf, qui a été immortalisé dans un portrait par l'abbé Boilat lors de sa visite à Joal en 1850,.
En Septembre 1853, après avoir pris le bain sacré, Coumba Ndoffène fa Maak Joof fut couronné roi. Le Grand Diaraf, qui est à la tête du Conseil des Nobles chargé d'élire les rois, présida la cérémonie sacrée. Parmi les invités il y avait les notables du Sine ainsi que les familles paternelle et maternelle du roi.

## Les menaces extérieures
Le Sine et son roi connurent deux affrontements avec le colon. le premier se déroula le 13 Mai 1859 à Djilasse. Les troupes du Sine dirigées par le Vice-Roi Sanou Mône Faye battirent Pinet Laprade dans cette zone de l'actuel arrondissement de Fimela. la deuxième confrontation fut à l'avantage des forces françaises à Logandème (Fatick) le 18 Mai 1859.
Mais la plus grande menace venait du Rip de Tafsir Maba. Ce marabout était le négre attitré des Anglais. Il a même aidé ces colons à combattre des royaumes sur la rive gambienne afin de se pourvoir en armes. Ses hommes firent une attaque surprise qui porte le nom de Mbetonga Mbindo Ngoor. Le Sine faillit être annexé ce jour. Mais la seconde tentative du 18 juillet 1868 fut fatale à l'Almamy qui, malgré l'appui de Lat Dior et de Alboury y perdit la vie. Son corps fut taillé en plusieurs morceaux dispersés à travers le royaume Seereer afin de dissuader tout autre envahisseur. Cet acte pose même le problème de l'existence d'une tombe de Maba sur le site de la bataille. beaucoup de sources témoignent de la présence du corps de Makhourédia à l'endroit cité.

## Leadership
Coumba Ndoffène fa Maak Joof était un leader très fort dont la parole a été généralement acceptée par les Français. Cependant, parfois, il avait ses raisons pour accorder une protection très limitée aux marchands français et encore moins de protection aux missionnaires français, qu'il considérait comme des espions de l'administration française au Sénégal et le gouvernement français à Paris. Cette rumeur a d'abord été diffusée par son prédécesseur Maad a Sinig  Ama Diouf Gnilane Faye Diouf, qui a arrêté les Français de la construction de toute chapelle ou une église murée dans son royaume. Durant les premières années du règne de Coumba Ndoffène fa Maak Joof, la mission de Ngazobil face harcèlements constants visant à forcer leur évacuation. Les gens ont été commandés à ne pas vendre n'importe quoi à la mission, également à ne pas envoyer leurs enfants dans des écoles chrétiennes. Ils craignaient que, la mission puisse corrompre les esprits des jeunes.
En 1856, le père Lamoise et Kobes (accompagnés par des officiers français) sont allés à Sine pour voir Coumba Ndoffène fa Maak Joof. Ils ont présenté leur plaindre à Coumba Ndoffène fa Maak Joof sur les harcèlements constants qui ont commencé pendant le règne de Ama Diouf Gnilane Diouf Faye. Lamoise a également utilisé la réunion pour obtenir la permission du roi pour construire une chapelle en brique. La permission a été refusée. Lamoise menaçait de construire une chapelle en brique, avec ou sans la permission du roi. Coumba Ndoffène Fa Maak Joof menaçait de tuer le Lamoise s'il osait désobéir à ses ordres. Rien n'a été réalisé à cette réunion.
Maad a Sinig Coumba Ndoffène était apparenté aux autres familles royales sénégambiennes (Djolof, Cayor, Baol, Waalo et Saloum). Il était connu pour avoir accordé l'asile aux familles royales de ces royaumes, à tel point que le gouverneur français du Sénégal, Pinet Laprade, l'appelait « le roi des rois ».

## Après le siège de Kaolack par les marabouts
En 1866, le gouverneur français Émile Pinet-Laprade a essayé d'encourager la réinstallation à Kaolack (une province du Saloum) et a promis de rétablir l'ordre et le commerce là-bas. Il a échoué à réaliser cela. Kaolack qui a été précédemment mis à sac par les marabouts musulmans faisait partie de la compétence du Saloum, gouverné par le Maad Saloum (roi du Saloum), et non par le Maad a Sinig (roi du Sine). Il faisait partie de la juridiction de Maad Saloum Fakha Boya Latsouka Fall. Le roi du Sine (Coumba Ndoffène fa Maak Joof) n'était pas disposé à convaincre son peuple à s'installer dans une zone de guerre.
Laprade (et ses prédécesseurs Faidherbe et Jauréguibéry) qui avait auparavant rien de bon à dire sur les Sérères, les qualifiant de « ivrognes » et « violents contre les musulmans», voulait maintenant que Coumba Ndoffène fa Maak Joofles l'assiste pour régler le problème à Kaolack. Il a écrit plusieurs lettres à Coumba Ndoffène fa Maak Joof le suppliant de faire quelque chose. Pour obtenir le soutien de Coumba Ndoffène Fa Maak Joof, Laprade a changé sa stratégie en accusant les marabouts musulmans comme des «voleurs ».
Lorsque Coumba Ndoffène fa Maak Joof essayé d'offrir de l'aide au roi du Saloum - (Fakha Boya Latsouka Fall), Fakha Boya lui a refusé et n'a pas voulu l'écouter. Selon certains, Fakha Boya était un roi faible qui a été réticent ou incapable de résoudre le problème de Kaolack, sa propre province. Toutefois, le consensus est que, le siège de Kaolack par les forces de marabout ne serait pas arrivé sans Laprade. Il a été Laprade qui avait initialement demandé Fakha Boya à quitter le poste de Kaolack pour une courte période afin que le commerce pourrait reprendre avec les marabouts. Ce fut après avoir tenté et échoué à conquérir le royaume du Saloum. Quand l'armée Fakha Boya a abandonné le poste de Kaolack, Laprade a immédiatement informé Maba Diakhou Bâ en juillet 1864 que l'armée Fakha Boya avait quitté Kaolack et qu'il peut revenir. Lorsque les marabouts sont venus, ils ont saccagé et pillé Kaolack et pratiquement sous son contrôle. Comme la situation a empiré à Kaolack, Fakha Boya perdu tout contrôle qu'il avait sur Kaolack et les marabouts ne sont plus disposés à écouter Laprade. En tant que tel, Laprade a perdu toute influence qu'il avait sur les marabouts et avait besoin d'une assistance Coumba Ndoffène fa Maak Joof à faire face à ce problème,.

## Coumba Ndoffène fa Maak Joof contre les marabouts musulmans (djihadistes)
Coumba Ndoffène fa Maak Joof résisté contre l'expansionnisme français, ainsi que la stratégie du français à l'utiliser contre Maba Diakhou. S'il avait accepté les conditions les Français et la stratégie, Maba aurait été tué dans les années 1850. Pinet-Laprade a confondu cette lâcheté de ce qui n'était pas le cas[1]. Cependant, en 1867, Maba Diakhou qui avait évité Sine animiste pour les six années a décidé de lancer un djihad dans le Sine. Tant l'administration britannique en Gambie et l'administration française au Sénégal avait essayé de se débarrasser de Maba Diakhou lorsque les relations est tombé en panne, mais a échoué. Le gouverneur George Abbas Kooli D'Arcy (le gouverneur britannique en Gambie) a été Maba armement et les forces de marabout avec des armes britanniques[2]. Il a également planifié et exécuté son invasion de l'État animiste mandingue du Badibou en Gambie pour se venger de l'attaque contre les commerçants britanniques par les animistes du Badibou. D'Arcy a planifié son invasion de façon à coïncider avec l'invasion infructueuses des Français d'animistes Sérères du Saloum en 1861
Presque une semaine après la victoire de Maba à Kaolack, un grand groupe de ses disciples entré Sine. Maba-même ne pas entrer Sine. La bataille fut indécise que les forces de marabout se retire quand ils ont réalisé qu'ils ne pouvaient pas pénétrer Sine[3].

### La surprise de Mbin o Ngoor (Mbetaan Keur Ngor)
Mbin o Ngoor (ou Mbin o Ngor, en sérère) est un petit village sérère dans le Sine. La surprise de Mbin o Ngoor en 1867 n'était pas une bataille ouverte. C'était une attaque surprise par les marabouts contre la communauté sérère de ce village. D'où l'expression wolof « Mbetaan Keur Ngor » qui signifie « l'attaque surprise de Keur Ngor ». Mbetaan signifie surprise. Dans la langue sérère, l'incident est connu comme « Mbin o Ngoor ».
D'après la tradition orale sérère, l'incident s'est produit un mercredi. À cette époque, les impôts étaient collectés le mercredi. Ce jour-là, Coumba Ndoffène fa Maak Diouf également allés à l'enterrement d'un de ses guerriers : Dyé Tyass, l'un des guerriers du Sine. Coumba Ndoffène fa Maak Diouf et son entourage ont aussi été plus tard, tenues de participer à la phase finale de la cérémonie de la circoncision des garçons jeunes de Somb. Ce festival est l'une des dernières phases de la initiés étaient ils exécutent une danse devant le roi et le reste de la famille royale, qui à leur tour leur donner des cadeaux pour leur courage. Les funérailles de Dyé Tyass coïncidé avec cette cérémonie et secrétaire du roi a été informé par le roi à informer les initiés, il va les rencontrer plus tard au Mbin o Ngoor après les funérailles au Dielem,. Par conséquent, en dehors d'attaquer les civils, Sine défenses aurait été vers le bas,.
Le roi du Cayor - Damel Lat Dior Ngoné Latyr Diop aurait été l'instigateur de cette attaque surprise. Lat Dior avait une rancune longtemps contre Coumba Ndoffène Fa Maak Joof. Quand il fut vaincu et exilé par l'administration française à la Bataille de Loro (12 janvier 1864), il a cherché refuge dans le Sine. Coumba Ndoffène fa Maak Joof lui a accordé refuge. Sérères tradition orale dit que Lat Dior a reçu un excellent accueil dans le Sine. Lat Dior a également besoin du soutien militaire de Coumba Ndoffène fa Maak Joof afin de lancer une guerre contre les Français et regagner son trône. Coumba Ndoffène a été incapable d'apporter un soutien militaire à Lat Dior, parce qu'il était impliqué dans une longue bataille contre l'administration française au sujet de Joal (une province du Sine). Lat Dior cherché le soutien militaire de Maba. Maba a promis d'aider Lat Dior s'il se convertit à l'islam. Lat Dior converti à l'islam, et vers 1867, il persuada Maba à lancer un djihad dans le Sine,,.
Il n'existe aucun consensus quant à savoir si Maba allé à "Mbin o Ngor" ou non. Des sources sérères orales donnent un compte rendu détaillé de l'incident, impliquant plusieurs membres éminents du mouvement maraboutique dont certaines comprennent Lat Dior et le Gumbo Gaye. Sérères tradition orale a ensuite dit que Maba allé à Mbin o Ngoor et c'est lui qui a tué Boucar Ngoné Diouf (un cousin de Coumba Ndoffène fa Maak Joof qui a sacrifié sa vie dans l'incident afin de préserver l'honneur du Sine). Sources orales marabout accepte assez bien avec les sources Sérères, sauf que Maba ne vont pas à Mbin o Ngoor (Keur Ngor, en wolof).
Lorsque Coumba Ndoffène fa Maak Joof finalement réussi à mobiliser l'armée du Sine, l'armée Marabout reculé. Cependant, avant leur retraite, ils avaient réussi à causer de graves dommages dans le Sine et avait enlevé quelques princesses éminents du Sine dont la fille de Coumba Ndoffène fa Maak Joof (Linguère Selbé Ndoffène Diouf). Au cours de son enlèvement, Linguère Selbé Ndoffène Diouf a été donnée en mariage à Abdoulaye Wuli Bâ (frère de Maba),.

### La bataille de Fandane-Thiouthioune (Somb)
Après l'attaque surprise à Mbin o Ngoor, Coumba Ndoffène fa Maak Joof écrit une lettre à Maba l'accusant de l'attaque indigne dans le Sine et l'invite à une bataille ouverte. Le 18 juillet 1867, Maba et son armée sont venus.
Dans cette bataille - la Bataille de Fandane-Thiouthioune (communément appelée la bataille de Somb), Maba Diakhou Bâ été défait. Il est mort dans cette bataille et son corps a été décapité. Frère de Maba, Abdoulaye Wuli Ba n'a pas été tué dans cette bataille. Il a été castré.

## Mort
Maad a Sinig Coumba Ndoffène fa Maak Joof Diouf a été assassiné à Joal par les Français en août 1871. Il est allé à Joal à exercer son autorité sur la gestion de Joal.

## Postérité
C'est pendant son règne qu'une chanson Sérère anciens traditionnels et devise ont été adoptés officiellement comme hymne national et devise du Sine. La chanson a chanté en son honneur après sa victoire à la Bataille de Fandane-Thiouthioune est encore chanté par les Sérères du Sine et du Saloum. Maad a Sinig Coumba Ndoffène fa Maak Joof est encore admiré par le peuple Sérère pour résister contre le colonialisme français, l'obtention de l'indépendance du Sine et de garantir la sécurité de son peuple,. C'est après sa mort, que les rois du Sine se succédèrent à un rythme effarant. Pour les Sérères qui suivent la Religion sérère, Maad a Sinig Coumba Ndoffène fa Maak Joof est admiré pour vaincre les marabouts qui menaçaient la religion de leurs ancêtres,. Il était un vaillant guerrier et un dirigeant fort, dont la succession au trône n'a pas été contestée au cours du XIXe siècle.
« Maba Diakhou, le combattant de la foi mourut ainsi en terre du Sine sans jamais réussir à islamiser ce pays très enraciné dans ses croyances multiséculaires. Cette glorieuse épopée de l'islam en terre sénégambienne ne se répandit pas au Sine où les Ceddo (Tiédo - Animiste) étaient résolus à rejeter à jamais cette religion qui menaçait la croyance de leurs pères et régentait leur vie au mépris de leurs coutumes. Le Sine faisait ainsi figure de bastion inexpugnable de la résistance anti-islamique. »
I.D. Thiam,

## Généalogie
La généalogie suivante donne la ligne de la descente du Maad a Sinig Coumba Ndoffène fa Maak Diouf à son ancêtre Maad Semou Ndiké Diouf, fondateur de la Maison Royale de Semou Ndiké Diouf en XVIIIe siècle. C'était la troisième et dernière maison royale fondée par la dynastie de Diouf du Sine et du Saloum au cours de la période de Guelwar. Premier être la Maison royale de Bouré Gnilane Diouf, fondée en XIVe siècle. Le premier roi à régner dans le Royaume du Sine de la Maison royale de Semou Ndiké Diouf était Maad a Sinig Boukar Tjilas Sanghaie Diouf ("Boukar Tjilas Sanghaie Joof" en Gambie) - régné: 1724 - 1735, fils de Maad Semou Ndiké,. Le prince Buka Thioro Diouf de Tagdiam était le père de Semou Ndiké Diouf.
Généalogie de Maad a Sinig Coumba Ndoffène fa Maak Joof Diouf
| Buka Thioro Diouf (de Tagdiam) Prince de Sine Il était le père de Maad Semou Ndiké Diouf.                                                                                                 | | | | | | | | | | | |   |   | |  |                                           |                                           |                                           |                                           | | | | | | |                                                                                       |                                                                                       |                                                                                       |                                                                                       |   |   |   |   |  |  |  |  | | | | | | |  |  | | | | | | |  |  |  |  |  |  |  |  |
| Maad Semou Ndiké Diouf (Fondateur de la Maison royale de Semou Ndiké Diouf, Royaume du Sine, Roi de Tagdiam). Il était le père de Biram Baro Diouf et de Sandigui N'Diob Niokhobai Diouf. | Maad Semou Ndiké Diouf (Fondateur de la Maison royale de Semou Ndiké Diouf, Royaume du Sine, Roi de Tagdiam). Il était le père de Biram Baro Diouf et de Sandigui N'Diob Niokhobai Diouf. | Maad Semou Ndiké Diouf (Fondateur de la Maison royale de Semou Ndiké Diouf, Royaume du Sine, Roi de Tagdiam). Il était le père de Biram Baro Diouf et de Sandigui N'Diob Niokhobai Diouf. | Maad Semou Ndiké Diouf (Fondateur de la Maison royale de Semou Ndiké Diouf, Royaume du Sine, Roi de Tagdiam). Il était le père de Biram Baro Diouf et de Sandigui N'Diob Niokhobai Diouf. | Maad Semou Ndiké Diouf (Fondateur de la Maison royale de Semou Ndiké Diouf, Royaume du Sine, Roi de Tagdiam). Il était le père de Biram Baro Diouf et de Sandigui N'Diob Niokhobai Diouf. | Maad Semou Ndiké Diouf (Fondateur de la Maison royale de Semou Ndiké Diouf, Royaume du Sine, Roi de Tagdiam). Il était le père de Biram Baro Diouf et de Sandigui N'Diob Niokhobai Diouf. | | | ? | ? | ? | ? | ? | ? | |  |                                           |                                           |                                           |                                           | Maad Semou Ndiké Diouf (Fondateur de la Maison royale de Semou Ndiké Diouf, Royaume du Sine, Roi de Tagdiam). Il était le père de Biram Baro Diouf et de Sandigui N'Diob Niokhobai Diouf. | Maad Semou Ndiké Diouf (Fondateur de la Maison royale de Semou Ndiké Diouf, Royaume du Sine, Roi de Tagdiam). Il était le père de Biram Baro Diouf et de Sandigui N'Diob Niokhobai Diouf. | Maad Semou Ndiké Diouf (Fondateur de la Maison royale de Semou Ndiké Diouf, Royaume du Sine, Roi de Tagdiam). Il était le père de Biram Baro Diouf et de Sandigui N'Diob Niokhobai Diouf. | Maad Semou Ndiké Diouf (Fondateur de la Maison royale de Semou Ndiké Diouf, Royaume du Sine, Roi de Tagdiam). Il était le père de Biram Baro Diouf et de Sandigui N'Diob Niokhobai Diouf. | Maad Semou Ndiké Diouf (Fondateur de la Maison royale de Semou Ndiké Diouf, Royaume du Sine, Roi de Tagdiam). Il était le père de Biram Baro Diouf et de Sandigui N'Diob Niokhobai Diouf. | Maad Semou Ndiké Diouf (Fondateur de la Maison royale de Semou Ndiké Diouf, Royaume du Sine, Roi de Tagdiam). Il était le père de Biram Baro Diouf et de Sandigui N'Diob Niokhobai Diouf. |                                                                                       |                                                                                       | ?                                                                                     | ?                                                                                     | ? | ? | ? | ? |  |  |  |  | | | | | | |  |  | | | | | | |  |  |  |  |  |  |  |  |
| Maad Semou Ndiké Diouf (Fondateur de la Maison royale de Semou Ndiké Diouf, Royaume du Sine, Roi de Tagdiam). Il était le père de Biram Baro Diouf et de Sandigui N'Diob Niokhobai Diouf. | Maad Semou Ndiké Diouf (Fondateur de la Maison royale de Semou Ndiké Diouf, Royaume du Sine, Roi de Tagdiam). Il était le père de Biram Baro Diouf et de Sandigui N'Diob Niokhobai Diouf. | Maad Semou Ndiké Diouf (Fondateur de la Maison royale de Semou Ndiké Diouf, Royaume du Sine, Roi de Tagdiam). Il était le père de Biram Baro Diouf et de Sandigui N'Diob Niokhobai Diouf. | Maad Semou Ndiké Diouf (Fondateur de la Maison royale de Semou Ndiké Diouf, Royaume du Sine, Roi de Tagdiam). Il était le père de Biram Baro Diouf et de Sandigui N'Diob Niokhobai Diouf. | Maad Semou Ndiké Diouf (Fondateur de la Maison royale de Semou Ndiké Diouf, Royaume du Sine, Roi de Tagdiam). Il était le père de Biram Baro Diouf et de Sandigui N'Diob Niokhobai Diouf. | Maad Semou Ndiké Diouf (Fondateur de la Maison royale de Semou Ndiké Diouf, Royaume du Sine, Roi de Tagdiam). Il était le père de Biram Baro Diouf et de Sandigui N'Diob Niokhobai Diouf. | Biram Baro Diouf (Prince de Sine) D'un autre mariage, il a également eu un fils appelé Maad Amad Ngoné Diouf (Roi de Thiouthioune). | Biram Baro Diouf (Prince de Sine) D'un autre mariage, il a également eu un fils appelé Maad Amad Ngoné Diouf (Roi de Thiouthioune). | Biram Baro Diouf (Prince de Sine) D'un autre mariage, il a également eu un fils appelé Maad Amad Ngoné Diouf (Roi de Thiouthioune). | Biram Baro Diouf (Prince de Sine) D'un autre mariage, il a également eu un fils appelé Maad Amad Ngoné Diouf (Roi de Thiouthioune). | Biram Baro Diouf (Prince de Sine) D'un autre mariage, il a également eu un fils appelé Maad Amad Ngoné Diouf (Roi de Thiouthioune). | Biram Baro Diouf (Prince de Sine) D'un autre mariage, il a également eu un fils appelé Maad Amad Ngoné Diouf (Roi de Thiouthioune). | ? | ? | |  | Linguère Ndela Ndaw (Princesse de Saloum) | Linguère Ndela Ndaw (Princesse de Saloum) | Linguère Ndela Ndaw (Princesse de Saloum) | Linguère Ndela Ndaw (Princesse de Saloum) | Linguère Ndela Ndaw (Princesse de Saloum) | Linguère Ndela Ndaw (Princesse de Saloum) | Maad Semou Ndiké Diouf (Fondateur de la Maison royale de Semou Ndiké Diouf, Royaume du Sine, Roi de Tagdiam). Il était le père de Biram Baro Diouf et de Sandigui N'Diob Niokhobai Diouf. | Maad Semou Ndiké Diouf (Fondateur de la Maison royale de Semou Ndiké Diouf, Royaume du Sine, Roi de Tagdiam). Il était le père de Biram Baro Diouf et de Sandigui N'Diob Niokhobai Diouf. | Maad Semou Ndiké Diouf (Fondateur de la Maison royale de Semou Ndiké Diouf, Royaume du Sine, Roi de Tagdiam). Il était le père de Biram Baro Diouf et de Sandigui N'Diob Niokhobai Diouf. | Maad Semou Ndiké Diouf (Fondateur de la Maison royale de Semou Ndiké Diouf, Royaume du Sine, Roi de Tagdiam). Il était le père de Biram Baro Diouf et de Sandigui N'Diob Niokhobai Diouf. |                                                                                       |                                                                                       | ?                                                                                     | ?                                                                                     | ? | ? | ? | ? |  |  |  |  | Sandigui N'Diob Niokhobai Diouf (Père de Maad a Sinig Ama Diouf Gnilane Faye Diouf et Linguère Kot Fall Diouf (mère de Maad a Sinig Sanmoon Faye)). | Sandigui N'Diob Niokhobai Diouf (Père de Maad a Sinig Ama Diouf Gnilane Faye Diouf et Linguère Kot Fall Diouf (mère de Maad a Sinig Sanmoon Faye)). | Sandigui N'Diob Niokhobai Diouf (Père de Maad a Sinig Ama Diouf Gnilane Faye Diouf et Linguère Kot Fall Diouf (mère de Maad a Sinig Sanmoon Faye)). | Sandigui N'Diob Niokhobai Diouf (Père de Maad a Sinig Ama Diouf Gnilane Faye Diouf et Linguère Kot Fall Diouf (mère de Maad a Sinig Sanmoon Faye)). | Sandigui N'Diob Niokhobai Diouf (Père de Maad a Sinig Ama Diouf Gnilane Faye Diouf et Linguère Kot Fall Diouf (mère de Maad a Sinig Sanmoon Faye)). | Sandigui N'Diob Niokhobai Diouf (Père de Maad a Sinig Ama Diouf Gnilane Faye Diouf et Linguère Kot Fall Diouf (mère de Maad a Sinig Sanmoon Faye)). |  |  | Linguère Gnilane Faye (Elle était également la mère de Maad a Sinig Njak Gnilane Faye, issu de son premier mariage). | Linguère Gnilane Faye (Elle était également la mère de Maad a Sinig Njak Gnilane Faye, issu de son premier mariage). | Linguère Gnilane Faye (Elle était également la mère de Maad a Sinig Njak Gnilane Faye, issu de son premier mariage). | Linguère Gnilane Faye (Elle était également la mère de Maad a Sinig Njak Gnilane Faye, issu de son premier mariage). | Linguère Gnilane Faye (Elle était également la mère de Maad a Sinig Njak Gnilane Faye, issu de son premier mariage). | Linguère Gnilane Faye (Elle était également la mère de Maad a Sinig Njak Gnilane Faye, issu de son premier mariage). |  |  |  |  |  |  |  |  |
| | | | | | | Biram Baro Diouf (Prince de Sine) D'un autre mariage, il a également eu un fils appelé Maad Amad Ngoné Diouf (Roi de Thiouthioune). | Biram Baro Diouf (Prince de Sine) D'un autre mariage, il a également eu un fils appelé Maad Amad Ngoné Diouf (Roi de Thiouthioune). | Biram Baro Diouf (Prince de Sine) D'un autre mariage, il a également eu un fils appelé Maad Amad Ngoné Diouf (Roi de Thiouthioune). | Biram Baro Diouf (Prince de Sine) D'un autre mariage, il a également eu un fils appelé Maad Amad Ngoné Diouf (Roi de Thiouthioune). | Biram Baro Diouf (Prince de Sine) D'un autre mariage, il a également eu un fils appelé Maad Amad Ngoné Diouf (Roi de Thiouthioune). | Biram Baro Diouf (Prince de Sine) D'un autre mariage, il a également eu un fils appelé Maad Amad Ngoné Diouf (Roi de Thiouthioune). |   |   | |  | Linguère Ndela Ndaw (Princesse de Saloum) | Linguère Ndela Ndaw (Princesse de Saloum) | Linguère Ndela Ndaw (Princesse de Saloum) | Linguère Ndela Ndaw (Princesse de Saloum) | Linguère Ndela Ndaw (Princesse de Saloum) | Linguère Ndela Ndaw (Princesse de Saloum) | | | | |                                                                                       |                                                                                       |                                                                                       |                                                                                       |   |   |   |   |  |  |  |  | Sandigui N'Diob Niokhobai Diouf (Père de Maad a Sinig Ama Diouf Gnilane Faye Diouf et Linguère Kot Fall Diouf (mère de Maad a Sinig Sanmoon Faye)). | Sandigui N'Diob Niokhobai Diouf (Père de Maad a Sinig Ama Diouf Gnilane Faye Diouf et Linguère Kot Fall Diouf (mère de Maad a Sinig Sanmoon Faye)). | Sandigui N'Diob Niokhobai Diouf (Père de Maad a Sinig Ama Diouf Gnilane Faye Diouf et Linguère Kot Fall Diouf (mère de Maad a Sinig Sanmoon Faye)). | Sandigui N'Diob Niokhobai Diouf (Père de Maad a Sinig Ama Diouf Gnilane Faye Diouf et Linguère Kot Fall Diouf (mère de Maad a Sinig Sanmoon Faye)). | Sandigui N'Diob Niokhobai Diouf (Père de Maad a Sinig Ama Diouf Gnilane Faye Diouf et Linguère Kot Fall Diouf (mère de Maad a Sinig Sanmoon Faye)). | Sandigui N'Diob Niokhobai Diouf (Père de Maad a Sinig Ama Diouf Gnilane Faye Diouf et Linguère Kot Fall Diouf (mère de Maad a Sinig Sanmoon Faye)). |  |  | Linguère Gnilane Faye (Elle était également la mère de Maad a Sinig Njak Gnilane Faye, issu de son premier mariage). | Linguère Gnilane Faye (Elle était également la mère de Maad a Sinig Njak Gnilane Faye, issu de son premier mariage). | Linguère Gnilane Faye (Elle était également la mère de Maad a Sinig Njak Gnilane Faye, issu de son premier mariage). | Linguère Gnilane Faye (Elle était également la mère de Maad a Sinig Njak Gnilane Faye, issu de son premier mariage). | Linguère Gnilane Faye (Elle était également la mère de Maad a Sinig Njak Gnilane Faye, issu de son premier mariage). | Linguère Gnilane Faye (Elle était également la mère de Maad a Sinig Njak Gnilane Faye, issu de son premier mariage). |  |  |  |  |  |  |  |  |
| | | | | | | | | | | | |   |   | |  |                                           |                                           |                                           |                                           | | | | | | |                                                                                       |                                                                                       |                                                                                       |                                                                                       |   |   |   |   |  |  |  |  | | | | | | |  |  | | | | | | |  |  |  |  |  |  |  |  |
| | | | | Maad Souka Ndela Diouf (Prince de Sine) | Maad Souka Ndela Diouf (Prince de Sine) | Maad Souka Ndela Diouf (Prince de Sine)                                                                                             | Maad Souka Ndela Diouf (Prince de Sine)                                                                                             | Maad Souka Ndela Diouf (Prince de Sine)                                                                                             | Maad Souka Ndela Diouf (Prince de Sine)                                                                                             | | |   |   | |  |                                           |                                           |                                           |                                           | | | | | Linguère Gnilane Diogoy Diouf (Aussi appelé: Fan Coumba Ndoffène) (Princesse de Sine) | Linguère Gnilane Diogoy Diouf (Aussi appelé: Fan Coumba Ndoffène) (Princesse de Sine) | Linguère Gnilane Diogoy Diouf (Aussi appelé: Fan Coumba Ndoffène) (Princesse de Sine) | Linguère Gnilane Diogoy Diouf (Aussi appelé: Fan Coumba Ndoffène) (Princesse de Sine) | Linguère Gnilane Diogoy Diouf (Aussi appelé: Fan Coumba Ndoffène) (Princesse de Sine) | Linguère Gnilane Diogoy Diouf (Aussi appelé: Fan Coumba Ndoffène) (Princesse de Sine) |   |   |   |   |  |  |  |  | | | | | | |  |  | | | | | | |  |  |  |  |  |  |  |  |
| | | | | Maad Souka Ndela Diouf (Prince de Sine) | Maad Souka Ndela Diouf (Prince de Sine) | Maad Souka Ndela Diouf (Prince de Sine)                                                                                             | Maad Souka Ndela Diouf (Prince de Sine)                                                                                             | Maad Souka Ndela Diouf (Prince de Sine)                                                                                             | Maad Souka Ndela Diouf (Prince de Sine)                                                                                             | | |   |   | |  |                                           |                                           |                                           |                                           | | | | | Linguère Gnilane Diogoy Diouf (Aussi appelé: Fan Coumba Ndoffène) (Princesse de Sine) | Linguère Gnilane Diogoy Diouf (Aussi appelé: Fan Coumba Ndoffène) (Princesse de Sine) | Linguère Gnilane Diogoy Diouf (Aussi appelé: Fan Coumba Ndoffène) (Princesse de Sine) | Linguère Gnilane Diogoy Diouf (Aussi appelé: Fan Coumba Ndoffène) (Princesse de Sine) | Linguère Gnilane Diogoy Diouf (Aussi appelé: Fan Coumba Ndoffène) (Princesse de Sine) | Linguère Gnilane Diogoy Diouf (Aussi appelé: Fan Coumba Ndoffène) (Princesse de Sine) |   |   |   |   |  |  |  |  | | | | | | |  |  | | | | | | |  |  |  |  |  |  |  |  |
| | | | | | | | | | | | |   |   | |  |                                           |                                           |                                           |                                           | | | | | | |                                                                                       |                                                                                       |                                                                                       |                                                                                       |   |   |   |   |  |  |  |  | | | | | | |  |  | | | | | | |  |  |  |  |  |  |  |  |
| | | | | | | | | | | | |   |   | Maad a Sinig Coumba Ndoffène fa Maak Diouf. Roi de Sine « Maad a Sinig » Linguère Nadi Diouf, reine de Sine était sa sœur (même père et mère). Linguère Selbé Ndoffène Diouf était sa fille. |  |                                           |                                           |                                           |                                           | | | | | | |                                                                                       |                                                                                       |                                                                                       |                                                                                       |   |   |   |   |  |  |  |  | | | | | | |  |  | | | | | | |  |  |  |  |  |  |  |  |